# Anacroneuria perpusilla
Anacroneuria perpusilla és una espècie d'insecte plecòpter pertanyent a la família dels pèrlids.

## Descripció
- Els adults presenten el cos de color groc ocraci, el pronot amb dues ratlles marrons mediolaterals, les antenes marrons sépia (llevat de la base que és groga), el segment del fèmur groc ocraci (exceptuant-ne una franja estreta i negra) i el segment de la tíbia marró a la base i a l'extrem.
- El mascle té ganxos curts i moderadament forts, i una llargària de les ales anteriors de 8 mm.
- Ni la femella ni la nimfa no han estat encara descrites.[5]

## Hàbitat
En el seu estadi immadur és aquàtic i viu a l'aigua dolça, mentre que com a adult és terrestre i volador.

## Distribució geogràfica
Es troba a Sud-amèrica: el Perú i Xile.